# Стара Ажінка
Стара Ажі́нка (рос. Старая Ажинка) — село (колишнє селище) у складі Солтонського району Алтайського краю, Росія. Входить до складу Карабінської сільської ради.

## Населення
Населення — 21 особа (2010; 44 у 2002).
Національний склад (станом на 2002 рік):
- росіяни — 98 %